# Voliera

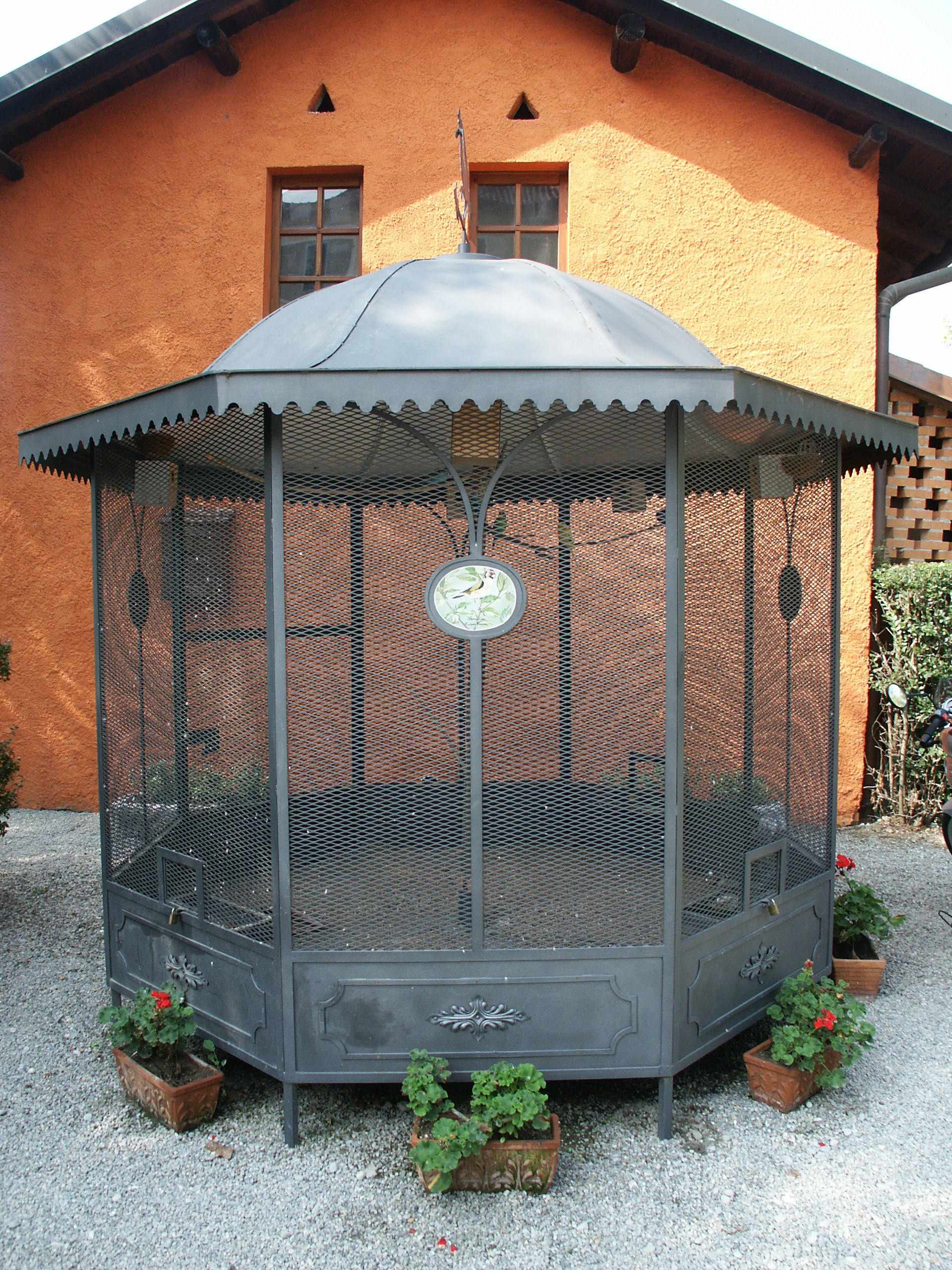
Voliera in ferro

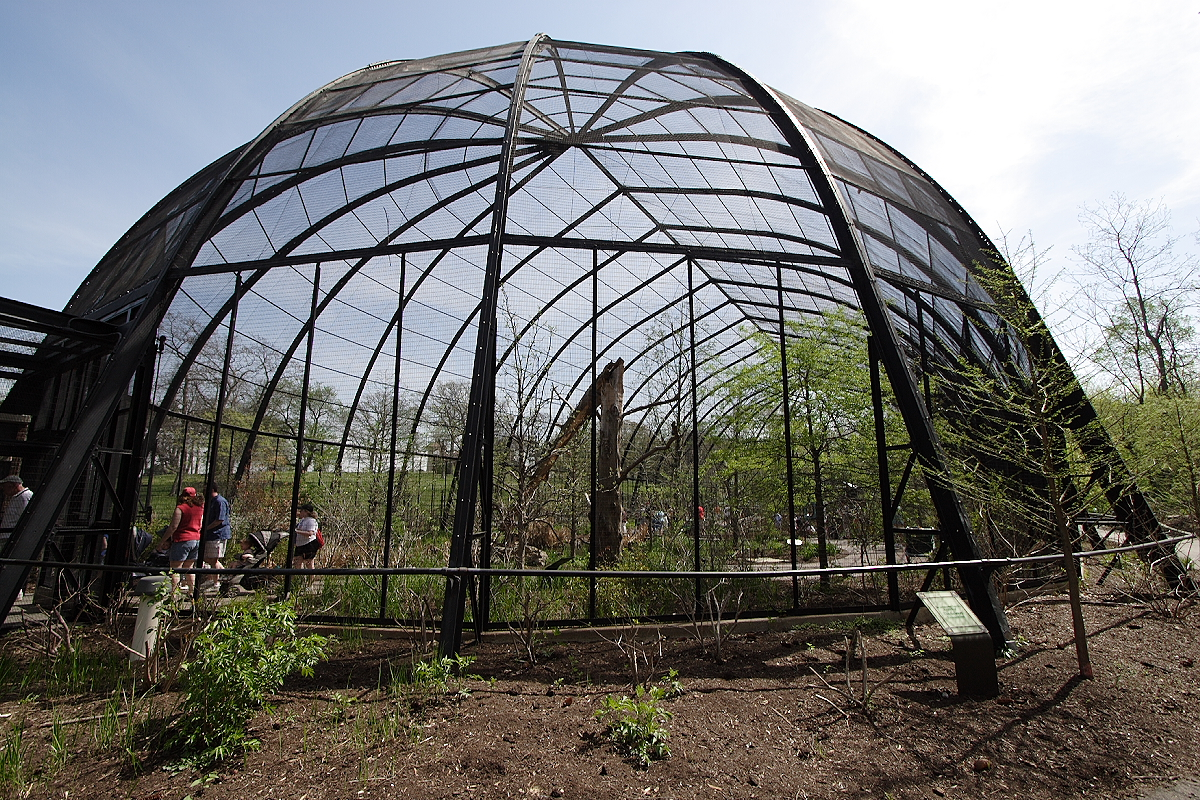
Voliera di St. Louis Zoo

Una voliera è un'ampia gabbia adatta a contenere degli uccelli. 

## Descrizione
Solitamente vengono usate nei giardini zoologici dove simulano l'ambiente naturale e permettono agli uccelli di vivere in uno spazio abbastanza ampio in cui possono volare.
Sono presenti anche nei giardini pubblici o privati come elemento esotico o decorativo.